# ソウル・ステーション
| 専門評論家によるレビュー            | 専門評論家によるレビュー |
| レビュー・スコア                    | レビュー・スコア         |
| 出典                                | 評価                     |
| ----------------------------------- | ------------------------ |
| Allmusic                            | [ 2 ]                    |
| The Rolling Stone Jazz Record Guide | [ 3 ]                    |

『ソウル・ステーション』 (Soul Station) は、ジャズのテナー・サックス奏者であるハンク・モブレーが、ブルーノート・レコードから1960年に発表したアルバム（カタログ番号：BLP 4031）。このアルバムに続いて発表された『ロール・コール』とともに、モブレーの最も有名なアルバムとなっている。

## 概要
ヴァン・ゲルダー・スタジオで録音されたこのアルバムは、ハード・バップのスタイルに根差したものとなっている。
モブレーのカルテットには、アート・ブレイキー（かつて所属していたザ・ジャズ・メッセンジャーズのバンドリーダー）、後にマイルス・デイヴィス・クインテットでバンドメイトとなるウィントン・ケリーとポール・チェンバースが加わっていた。このアルバムの最初と最後の曲には、いずれもスタンダード曲であるアーヴィング・バーリンの「リメンバー」と、ラルフ・レインジャーとレオ・ロビンの「イフ・アイ・シュッド・ルーズ・ユー」が置かれている。この2曲に挟まれる形で、ブルージーなタイトル曲「ソウル・ステーション」とアップテンポの「ジス・アイ・ディグ・オブ・ユー」など、モブレー作の新曲4曲が配されている。

## 評価
ルディ・ヴァン・ゲルダーが手がけたCD盤に寄せられたライナーノーツで、ジャズ評論家のボブ・ブルーメンソール (Bob Blumenthal) は、このアルバムはモブレーにとって、ソニー・ロリンズにとっての『サキソフォン・コロッサス』、ジョン・コルトレーンにとっての『ジャイアント・ステップス』のようなものであることを説明している。ブルーメンソールは、この録音を「ブルーノート・レーベルはもとより、あらゆるレーベルに残された最も上質のプログラムのひとつ」とも述べた。
このアルバムに星5つを付けたオールミュージック (AllMusic) のレビュー担当者ステイシア・プロフロック (Stacia Proefrock) は、「総じて、このアルバムは、過小評価されているバップ時代のミュージシャンたちのひとりによる輝く星なのである。」とレビューを締めくくっている。

## トラックリスト
特記のない曲は、ハンク・モブレーの作曲作品。

### Side one
| #  | タイトル                                               | 作詞                   | 作曲・編曲             | 時間 |
| -- | ------------------------------------------------------ | ---------------------- | ---------------------- | ---- |
| 1. | 「リメンバー / Remember」                              | アーヴィング・バーリン | アーヴィング・バーリン | 5:41 |
| 2. | 「ジス・アイ・ディグ・オブ・ユー / This I Dig of You」 |                        |                        | 6:25 |
| 3. | 「ディグ・ディス / Dig Dis」                           |                        |                        | 6:08 |

### Side two
| #  | タイトル                                                      | 作詞                      | 作曲・編曲                | 時間 |
| -- | ------------------------------------------------------------- | ------------------------- | ------------------------- | ---- |
| 1. | 「スプリット・フィーリンズ / Split Feelin's」                 |                           |                           | 4:55 |
| 2. | 「ソウル・ステーション / Soul Station」                       |                           |                           | 9:06 |
| 3. | 「イフ・アイ・シュッド・ルーズ・ユー / If I Should Lose You」 | Ralph Rainger , Leo Robin | Ralph Rainger , Leo Robin | 5:08 |

## パーソネル
- ハンク・モブレー – テナー・サクソフォーン
- ウィントン・ケリー – ピアノ
- ポール・チェンバース – ベース
- アート・ブレイキー – ドラムス
- アルフレッド・ライオン – プロデューサー
- ルディ・ヴァン・ゲルダー – ミキシング
- フランシス・ウルフ – カバー写真
- リード・マイルス – カバー・デザイン